# ترکیبات کربن

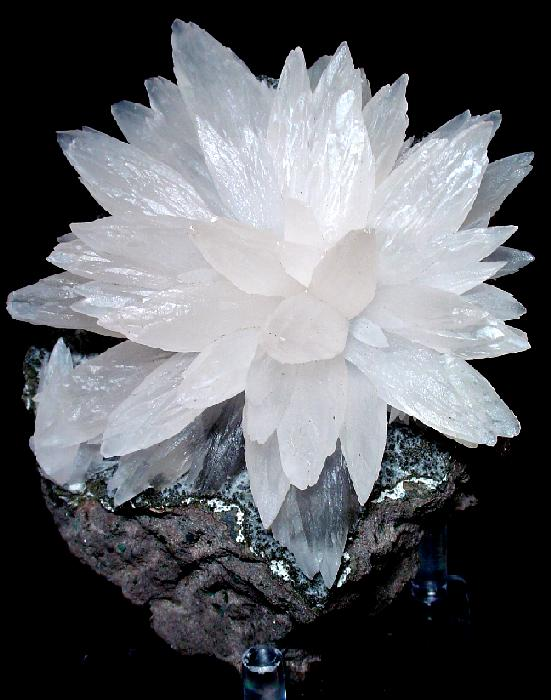
کلسیت

## ترکیبات آلی

ساختار فضایی موکول متان، ساده‌ترین ترکیب آلی پایدار

کربن توانایی تشکیل زنجیرهای طولانی و متقاطع متشکل از پیوندهای کربن-کربن را دارد، خصلتی که به آن کاتناسیون گفته می‌شود. پیوندهای کربن-کربن پیوندهایی محکم و پایدار هستند و از طریق کاتناسیون این پیوندها می‌توانند ترکیبات کربنی بی‌شماری را تشکیل دهند.

## ترکیبات معدنی
به‌صورت معمول، ترکیبات حاوی کربن که ترکیباتی معدنی تلقی می‌شوند، فاقد پیوند کربن-کربن، کربن-هیدروژن و کربن-هالوژن هستند و در طبقه‌ای کاملاً جدا نسبت به ترکیبات آلی قرار می‌گیرند. البته تعریف ارائه شده کاملاً سخت‌گیرانه نیست و ممکن است طبقه‌بندی آلی و معدنی برای بعضی از ترکیبات بسته به دیدگاه یک پژوهشگر، کمی متفاوت باشد. یک دسته از ترکیبات کربنی معدنی، اکسیدهای ساده کربن هستند. برجسته‌ترین ترکیب از خانواده اکسیدهای کربنی، کربن دی‌اکسید است، مولکولی که در تاریخ گذشته زمین جزء اصلی جو زمین بوده‌است، اما امروزه تبدیل به جزئی ناچیز از آن شده‌است. زمانی که کربن دی‌اکسید در آب حل می‌شود منجر به تولید کربنیک اسید می‌شود، اما همانند اغلب ترکیبات دارای چندین پیوند یگانه اکسیژن متصل به یک اتم کربن، ناپایدار است و به مرور تجزیه می‌شود. با این‌حال اسید کربنیک قادر به تولید ساختار کربنات (CO۳) است که از طریق عدم استقرار الکترون میان کربن مرکزی و اکسیژن‌های متصل به آن، پایدار می‌شود. کلسیت از جمله مواد معدنی مهمی است که حاوی گروه کربنات است. کربن دی‌سولفید نیز مشابه کربنات است با این‌حال، به‌علت خواص فیزیکی و همچنین کاربرد آن در سنتز ترکیبات آلی، معمولاً از آن به‌عنوان یک حلال آلی یاد می‌شود.

### ترکیبات کربن و نیتروژن
ترکیبات معدنی کربن نیتروژن شامل سیانوژن، هیدروژن سیانید، سیانامید، اسید ایزوسیانیک و سیانوژن کلرید است.
|                          | ترکیب بندی |                         | جرم مولی (گرم در مول) | دمای جوش درجه سانتی گراد | نقطه ذوب درجه سانتی گراد |
| سیانوژن                  | (CN) 2     | سیانوژن                 | ۵۲٫۰۳                 | ۲۱-                      | ۲۸-                      |
| سیانید هیدروژن           | HCN        | هیدروژن سیانید          | ۲۷٫۰۳                 | ۲۵–۲۶                    | ۱۲- - ۱۴-                |
| سیانامید                 | CN 2 H 2   | سیانامید                | ۴۲٫۰۴                 | ۲۶۰ (تجزیه)              | ۴۴                       |
| ایزوسیانیک اسید          | HNCO       | ایزوسیانیک اسید         | ۴۳٫۰۳                 | ۲۳٫۵                     | −۸۶                      |
| کلرید سیانوژن            | CNCl       | کلرید سیانوژن           | ۶۱٫۴۷                 | ۱۳                       | ۶ پوند                   |
| کلروسولفونیل ایزوسیانات  | CNClO 3 S  | کلروسولفونیل ایزوسیانات | ۱۴۱٫۵۳                | ۱۰۷                      | −۴۴                      |
| کلرید سیانوریک           | (NCCl) 3   | کلرید سیانوریک          | ۱۸۴٫۴۱                | ۱۹۲                      | ۱۵۴                      |
| کربن و ترکیبات ازت معدنی |            |                         |                       |                          |                          |

## ترکیبات آلی فلزی
ترکیبات آلی فلزی بر اساس تعریف به مولکول‌های گفته می‌شود که حداقل حاوی یک پیوند کربن-فلز باشند. گستره وسیعی از چنین ترکیباتی وجود دارد که ترکیبات ساده آلکیل-فلز (مانند تترااتیل‌سرب)، η۲-آلکان (مانند نمک زایس)، η۳-آلیل (مانند دیمر آلیل‌پالادیم کلرید)، متالوسنهای حاوی لیگاندهای سیکلوپنتادی‌انیل (مانند فروسن) و کمپلکس‌های کاربنی فلزات واسطه از مهم‌ترین مجموعه‌های این طیف وسیع هستند. ترکیبات فلزی زیادای دارای لیگاند کربونیل و سیانید (مانند نیکل تتراکربونیل و پتاسیم فری‌سیانید) وجود دارد که برخی از آن‌ها چنان‌چه فاقد سایر گروه‌های کربنی باشند، ترکیباتی کاملاً معدنی می‌دانند و آن‌ها را در خانواده آلی فلزی قرار نمی‌دهند. با این‌حال اغلب شیمی‌دان‌های متخصص در زمینه شیمی آلی فلزی، کمپلکس‌های فلزی، حتی مواردی که حاوی کربن معدنی هستند (مانند کربونیل‌ها، سیانیدها و برخی از انواع کاربیدها و استیلیدها) را ذاتاً ترکیباتی آلی فلزی می‌دانند. اغلب کمپلکس‌های حاوی لیگاندهای آلی که فاقد پیوند کربن-فلز از نوع کووالانسی هستند (مانند کمپلکس‌های فلز-کربوکسیلات‌ها) اصطلاحاً آلی فلزی خوانده می‌شوند

## کربوران
کربوران خوشه ای است که از اتم‌های بور و کربن تشکیل شده‌است. مانند H 2 C 2 B 10 H 10 . . . .

## آلیاژ
صدها آلیاژ وجود دارد که حاوی کربن هستند. متداول‌ترین این آلیاژها، فولاد است که گاهی به آن " فولاد کربنی " نیز می‌گویند (رده:فولادها را ببینید).

## توضیحات
1. ↑  در شیمی، کاتناسیون به خصلتی گفته می‌شود که اتم‌های یکسان با یک‌دیگر پیوند برقرار کنند و تشکیل یک سری یا زنجیره از پیوندهای متشکل از اتم‌های یکسان را بدهند.

## واژه‌نامه
1. ↑  Catenation